# Triganino modenese
Il triganino modenese è un'antica razza italiana di colombi originaria del modenese. 

## Origini

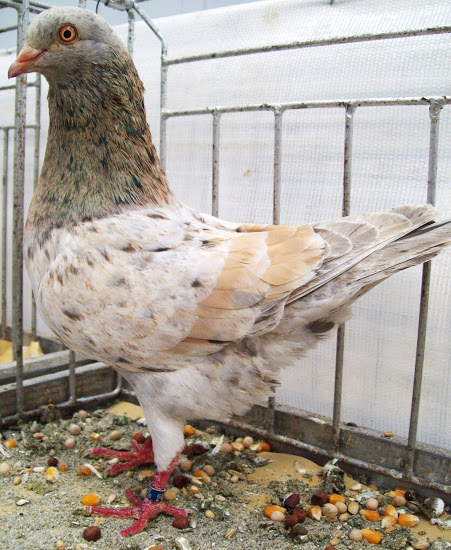
Colorazione magnano di smagliato nella varietà schietto

Si hanno notizie dell'esistenza di questa razza già nel 1300. Un tempo veniva utilizzata come colombo viaggiatore per il trasporto di messaggi, mentre in tempi successivi veniva addestrato per un caratteristico gioco di volo, il "gioco del far volare".

## Conservazione
Oggi questa razza è in via di estinzione e viene allevata per la bellezza delle sue colorazioni da pochi appassionati. I colori del triganino sono circa 200 e vengono suddivisi in due grandi gruppi: i gazzi e gli schietti.